# ورم الخلايا البدينة
ورم الخلايا البدينة أو الماستوسيتوما هو نوع من أنواع ورم الخلايا المستديرة المكون من الخلايا البدينة. يمكن رصد ورم الخلايا البدينة لدى الإنسان وغيره من الأنواع الحيوانية الأخرى؛ قد يشير أيضًا إلى عقيدة من الخلايا البدينة أو تراكمها بشكل شبيه بالورم.
تنشأ الخلايا البدينة من نقي العظم وتتوزع عادة في جميع أنحاء النسيج الضام بشكل مشابه لمختلف مكونات جهاز المناعة الأخرى. نظرًا إلى إفرازها الهستامين، ترتبط الخلايا البدينة بردود الفعل التحسسية. تستجيب الخلايا البدينة أيضًا لإصابات النسيج الرضية. تحتوي حبيبات الخلايا البدينة على الهستامين، والهيبارين، والعامل المنشط للصفيحات وعدد من المواد الأخرى. من النادر تطور كثرة الخلايا البدينة المنتثرة لدى القطط والكلاب اليافعة، إذ عادة ما تميل أورام الخلايا البدينة إلى التطور كأورام جلدية لدى القطط والكلاب الأكبر سنًا. على الرغم من حدوثها غير الخبيث عادة، تمتلك هذه الأورام القدرة على التطور الخبيث. تمثل أورام الخلايا البدينة ما يصل إلى 25 بالمائة من أورام الجلد لدى الكلاب، مع نسبة مشابهة لدى القطط.

## العلامات والأعراض

### لدى الإنسان
يتطور ورم الخلايا البدينة نموذجيًا في الجلد عند إصابته الإنسان. عادة ما يحدث الورم كآفة وحيدة على الجذع أو الرسغ. يمكن العثور أحيانًا على ورم الخلايا البدينة في الرئة، لكن من النادر حدوث ذلك. قد تصيب هذه الأورام الأطفال أيضًا.

### لدى الحيوان
تُعد أورام الخلايا البدينة معروفة بين أطباء الأورام البيطريين باعتبارها «المدعيات العظيمة» نظرًا إلى مظهرها شديد التنوع، الذي يتراوح من عقيدة شبيهة بالثؤلول إلى كتلة طرية تحت الجلد (مشابهة عند الجس للورم الشحمي السليم) وصولًا إلى الكتلة الجلدية المتقرحة. تمثل غالبية أورام الخلايا البدينة كتل صغيرة الحجم مرتفعة عن سطح الجلد. قد تكون هذه الأورام عديمة الشعر، أو متقرحة أو حاكّة. عادة ما تكون الأورام انفرادية، لكن تحدث أورام الخلايا البدينة المتعددة في ستة بالمائة من الحالات (على وجه الخصوص لدى سلالتي كلاب البوكسر والباغ).
قد يؤدي التلاعب بالورم إلى الاحمرار والتورم الناجمين عن إفراز حبيبات الخلايا البدينة، التي تُعرف أيضًا باسم علامة دارييه، بالإضافة إلى حدوث نزيف موضعي طويل الأمد. في حالات نادرة، يتطور ورم عالي الخباثة، وقد تشمل الأعراض فقدان الشهية، والتقيؤ، والإسهال وفقر الدم. عادة ما يشير وجود هذه العلامات إلى كثرة الخلايا البدينة، الذي ينطوي على انتشار الخلايا البدينة في جميع أنحاء الجسم. قد يؤدي إفراز كميات كبيرة من الهستامين في وقت واحد إلى تقرح المعدة والاثني عشر (تحدث هذه التقرحات لدى ما يصل إلى 25 بالمائة من الحالات) أو التخثر المنتشر داخل الأوعية. عند تطور الانبثاث، عادة ما يحدث في الكبد، والطحال، والعقد اللمفاوية ونقي العظم.